# Рулон

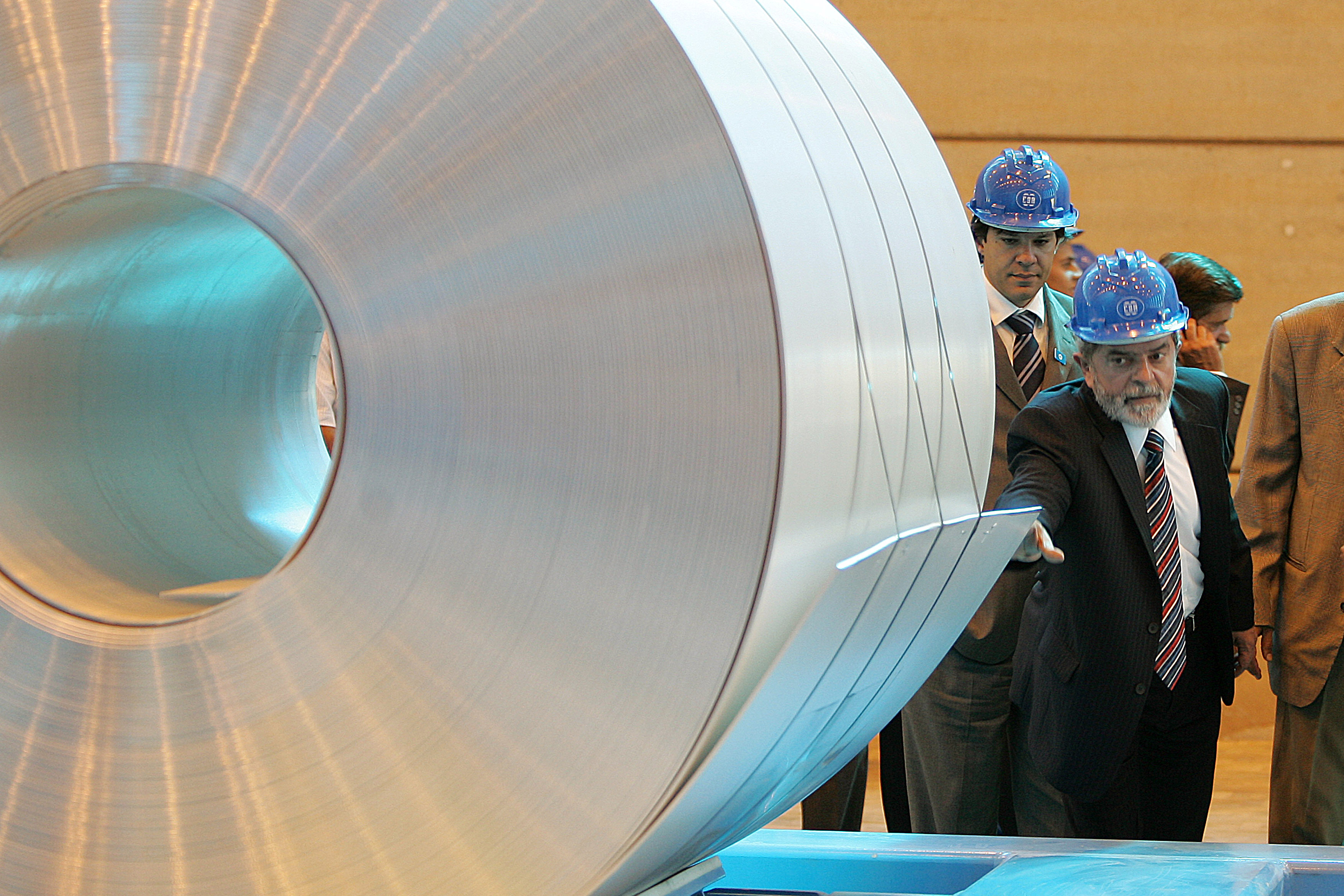
Алюминиевый прокат, свёрнутый в рулон.

Рулон (фр. rouleau) — цилиндрический свёрток любого тонкого материала — бумаги, ткани, пластической плёнки, реже металла (напр., фольги) и т.п., — выпускаемого в виде ленты, намотанной на жесткий вал или гильзу. 
Математической моделью является спираль.
Для удобства транспортировки рулонами свертывается дернина газонных трав, выращенная посевом семян на специальные маты рыхлой структуры из растительного или искусственного волокна (рулонная дернина). Готовая рулонная дернина на месте разворачивается и, впоследствии, укореняется, образуя рулонный газон.
Существуют так называемые рулонные графопостроители, в которых бумага, на которую выдается изображение, крепится на барабане. Вращение барабана в различные стороны и движение пера вдоль оси барабана позволяет проводить любые линии.
Блюдо рулет, как правило, представляет собой рулон.